# Fantasy Games Unlimited
Fantasy Games Unlimited, spesso abbreviata in FGU, è una casa editrice statunitense di wargame e gioco di ruolo.

## Storia
La FGU fu fondata nel 1975 da Scott B. Bizar, che dopo aver letto un paio dei primi regolamenti pubblicati dalla TSR (Dungeons & Dragons e Warrior of Mars) decise che poteva fare un lavoro migliore. Per i primi anni di vita fu un lento ma costante editore di wargame, con l'occasionale produzione di giochi di ruolo, ma a partire dal 1981 cominciò a dedicarsi principalmente ai giochi di ruolo. A differenza della maggior parte delle case editrici di giochi di ruolo la FGU non disponeva di un gruppo di sviluppo interno e commissionò la produzione a freelancer esterni, oppure accettò e pubblicò produzioni autonome di altri autori.
I primi giochi che pubblicò furono i wargame Gladiators e Royal Armies of the Hyborean Age (quest'ultimo realizzato da Lin Carter, all'epoca compagno di stanza di Bizar). Il primo gioco di ruolo fu Bunnies & Burrows (Dennis Sustarre, 1976), che a causa della sua ambientazione particolare ispirata a La collina dei conigli è probabilmente il suo gioco di ruolo più conosciuto.
Nel 1976, alla Gen Con IX, incontra Ed Simbalist, che intendeva proporre Chevalier, un gioco di ruolo di ambientazione medievale alla TSR, ma aveva rinunciato dopo aver visto Gary Gygax maltrattare un suo dipendente. La FGU pubblicò Chevalier con il titolo di Chivalry & Sorcery nel 1977, supportandolo fino al 1979 con una mezza dozzina di supplementi. Negli anni successivi pubblicati diversi altri giochi di ruolo, come Starship & Spaceman (Kanterman, 1978), Villains & Vigilantes (Dee e Hackerman, 1979), Gangster! (Fibonacci e Petrone, 1979) e Skull & Crossobones (LeBoutillier e Seypura, 1980)., senza però supportarli con ulteriori supplementi.
Nel 1980 la FGU pubblicò il gioco di ruolo Space Opera (Simbalist e Phil McGregor) per sostituire il precedente Starship & Spacemen. Il nuovo regolamento ebbe un buon successo per la FGU e venne supportato fino al 1985 con una ventina di supplementi.
Nel 1981 rileva le proprietà della Phoenix Games e pubblica la ristampa del gioco di ruolo orientale Bushido (Hume e Charrette, 1981) e di quello postapocalisse Aftermath! (Hume e Charrette, 1981), che era già stato stampato ma non ancora pubblicato (sulla prima edizione il logo della Phoenix Games viene sostituito da quello della FGU usando degli adesivi). Bushido viene supportato da un solo supplemento, mentre Aftermath! da cinque supplementi..
In seguito al successo di Champions e alla rinascita dell'interesse per il genere supereroistico, pubblica la seconda edizione di Villains & Vigilantes, stavolta supportandola con un buon numero di supplementi, pubblicandone una ventina tra il 1982 e il 1986. Tra gli autori e illustratori dei nuovi moduli ci sono agli inizi della loro carriera Bill Willingham, futuro autore della serie a fumetti Fables e Matt Wagner di Grendel. Nel 1986 licenzia inoltre i diritti per la pubblicazione di un fumetto basato su Villains & Vigilantes alla Eclipse Comics.
Nel 1987 la FGU trasferisce la sua sede da New York a Tempe, Arizona per ridurre i costi di magazzino. Bizar apre a Temple un negozio di giochi e qualche tempo dopoanche un secondo negozio a Phoenix. Sfortunatamente a causa del trasloco alcune delle ditte distributrici perdono traccia della FGU e alcuni pagamenti e riordini vanno persi, a peggiorare le cose un impiegato del negozio usa la carta di credito di Bizar per aprire conti in banca e ottiene prestiti usando il negozio come garanzia. Le dispute legali e le perdite, sia in denaro che in fiducia nei collaboratori, causano una crisi da cui la FGU non riesce a riprendersi. Gli ultimi giochi di ruolo pubblicati restano Freedom Fighters (fratelli Keith, 1986) e Year of the Phoenix (Wixted, 1986). Il negozio di Phoenix viene chiuso nel 1996, quello di Tempe nel 2007.
A differenza di altre case editrici che generalmente hanno la proprietà dei propri prodotti, i contratti che la FGU stipulava con gli autori permettevano loro di mantenere il copyright sulle loro opera e prevedevano che in caso che la FGU avesse smesso di ristamparli i diritti sarebbero tornati a loro. Di fatto però Bizar continua a tenere in vita tutte le sue collane ristampando periodicamente in piccola quantità i vari titoli.
Alcuni giochi comparvero in altre edizioni, Niall Shapero pubblicò una seconda versione online del suo regolamento Other Suns, mentre la Steve Jackson Games pubblicò una versione per GURPS di Bunnies & Burrows, ma in altri casi Bizar minacciò di far causa per violazione del copyright, di fatto arrestando la ristampa di alcuni dei vecchi regolamenti..
A metà degli anni novanta la Higlander Games ricomprò i diritti di Chivalry and Sorcery — e tutto il magazzino di arretrati della FGU relativi al gioco — che venne pubblicato in una terza edizione nel 1996. La Gold Rush Games che intendeva pubblicare una terza edizione di Bushido decise che piuttosto che affrontare una disputa legale sprecando inutilmente soldi, cambiò il nome al nuovo gioco in Sengoku (1997). Jeff Dee cambiò nome alla sua progettata nuova versione di Villains & Vigilantes in Living legends (2005).
La FGU comparve online nel 2000, offrendo inizialmente in vendita il magazzino di arretrati e successivamente PDF della precedente produzione e anche alcuni nuovi moduli per Aftermath! e per Villains & Vigilantes. Comunque gli autori originali di Villains & Vigilantes, Jeff Dee e Jack Herman, contestarono i diritti della FGU di pubblicare questo materiale, asserendo che la ditta originale venne dissolta nel 1989 per il mancato pagamento di alcune tasse. e che nonostante Bizar abbia continuato a fare affari con il nome FGU, non avesse più i diritti sul materiale originario. Nel 2010 hanno inviato una lettera cease and desist per proibirgli di continuare a vendere materiale relativo a Villains & Vigilantes e hanno pubblicato una propria versione 2.1 del gioco, con la loro casa Monkey House Games. Al 2011 però Bizar ha rifiutato ogni accordo o offerta di arbitrato.

## Pubblicazioni

### Giochi di ruolo
- Paul Hume e Robert Charette (1981). Aftermath!. Ambientazione post apocalittica[11]
- B. Dennis Sustare e Scott Robinson. Bunnies & Burrows. Ambientazione ispirata al romanzo La collina dei conigli.[12]
- Robert N. Charrette e Paul R. Hume. Bushido. Ambientazione in un analogo fantasy del Giappone[13]
- Edward E. Simbalist (1978). Castle Plans. Supplemento generico contenente mappe di castelli e torri in scala 25 mm
- Edward E. Simbalist e Wilf Backhaus (1977). Chivalry & Sorcery (1ª e 2ª edizione). Ambientazione fantasy medievale che punta a una simulazione dettagliata. Vincitore dell'Origins Award 1979 per All Time Best Ancient Medieval Rules[14]
- Mark Pettigrew (1984). Flashing Blades. Un altro gioco di ruolo di cappa e spada
- J. Andrew Keith e William H. Keith, Jr. (1986). Freedom Fighters. Gioco di ruolo in un'America invasa.
- Paul Hume e Robert Charette (1982) . Daredevils. Ambientazione pulp[15]
- Nick Fibonacci e Pete Petrone (1979). Gangster!. Ambientazioni criminali dal 1900 in avanti.
- B. Dennis Sustare e Arnold Hendrick (1985). Swordbearer. Gioco di ruolo fantasy, originariamente pubblicato nel 1982 dalla Heritage.[16]
- Lee Gold (1980). Land of the Rising Sun. Ambientato nel Giappone feudale.[17]
- Paul D. Baader, Walter Mark, Lawrence Sangee (1981). Merc[18]
- Marshall T. Rose (1980). Odysseus: Role Play for the Homeric Age, Legendry & Mythology. Gioco di ruolo ambientato nel mito greco[19]
- Nial Shapero (1983). Other Suns. Ambientazione fantascientifica con personaggi antrompomorfi
- Walter Jon Williams (1983). Privateers & Gentlemen. Gioco di ruolo di cappa e spada
- Del Carl e Cheron (1984). Psi World. Gioco ambientato in un prossimo futuro in cui i poteri psi sono diffusi.[20]
- Edward E. Simbalist, A. Mark Ratner, Phil McGregor (1980). Space Opera. Gioco di ruolo di fantascienza.[21]
- Anthony LeBoutillier e Gerald D. Seypura (1980). Skull & Crossbones[22]
- Leonard H. Kanterman (1978). Starships & Spacemen. Gioco di ruolo di fantascienza.[23]
- Jeff Dee e Jack Herman (1979). Villains & Vigilantes. Gioco di ruolo di supereroi.[24]
- Martin Wizted (1986). Year of the Phoenix. Altro gioco di ruolo in un'America futura invasa.[25]
- Anthony P LeBoutillier e Gerald D. Seypura (1981). Wild West[26]

### Wargames
Fonti:
- Sheila e Mike Gilbert (1977). Archworld. Wargame per simulare campagne fantasy o realistiche fino al 1600.
- Edward E. Simbalist, Jan Vrapcenak (1978). Bireme e Galley. Wargame navale.
- Edward Pauley (1977). Blue Light Manual. Wargame sulla guerra civile americana
- George H. Scheider (1977). Broadsword. Wargame medievale derivato da Royal Armies of the Hyborean Age
- Roy Goodman (1976). Citadel. Gioco d'avventura
- Alan L. Gruen (1979). Colony Delta: Earth vs. Sigma Draconis - A Colony World in the Balance. Wargame di combattimenti nello spazio in competizione per fondare nuove colonie.
- Scott B. Bizar, Bob Weller, Tim Zorn (1981). Diadem. Wargame di fantascienza
- Mike Gilbert (1977). Down Styphon!. Wargame ambientato in uno dei racconti che compongono Lord Kalvan di Altroquando di H. Beam Piper
- Mike Gilbert (1979). Fire, Hack & Run. Wargame di schermaglia fino al 1880
- Scott B. Bizar, Lin Carter (1977). Flash Gordon & the Warriors of Mongo. Gioco d'avventura ispirato al fumetto Flash Gordon
- David Park Newport (1977). Frederick the Great. Regole per wargame tridimensionale basato sulla guerra dei sette anni, con varianti aggiuntive per la rivoluzione americana e la guerra della Grande Alleanza[28]
- Adam L. Gruen (1976). Galactic Conquest. Gioco di esplorazione spaziale.
- Hugh T. McGowan (1975). Gladiators. Combattimenti uno contro uno in'arena di gladiatori.
- Lands of Adventure
- Al Margolis (1976). Legion. Wargame per battaglie del pericolo antico a livello grande operazionale
- Adam L. Gruen (1977). Lords & Wizards. Wargame fantasy
- Chris Ruffle (1976). Madame Guillotine. Lotte per il potere nella Parigi all'epoca del Terrore
- Chris Ruffle (1978). Mercenary. Guerra, diplomazia e politica nel Rinascimento
- Wilf K. Backhaus, Terence Peter Donnelly (1979). Middle Sea: Empires of the Feudal Age. Originariamente un play by mail, lotta per il potere nel mar Mediterraneo in epoca medievale.
- Leonard H. Kanterman, Steven J. Ulberg (1981). Oregon Trail. Ogni giocatore gestisce una carovana in viaggio nel far west del 1820-1860
- Scott B. Bizar, Lin Carter (1975). Royal Armies of the Hyborean Age. Wargame che ricrea le battaglie tra le nazioni del mondo di Conan il barbaro
- A. Mark Ratner (1980). Space Marines. Combattimenti tra piccole unità militari nel futuro
- Douglas Bonforte, Leonard H. Kanterman (1985). Treasure of the Lost Temple. Gioco di avventura, ogni giocatore controlla un archeologo all'esplorazione di un tempio
- Towers for Tyrants
- Jeff Dee, Patrick Zircher (1985). Tyrannosaurus wrecks
- Tom Drake (1976). War of the Ring: The Game of Middle Earth. Wargame per ricreare le battaglie del ciclo del Signore degli Anelli. Fu pubblicato senza essere correttamente licenziato e dovette essere rapidamente ritirato dal mercato
- Bob Read (1979). War of the Sky Cities. Guerra per il controllo di una terra futura devastata dalla guerra nucleare

### Riviste
Per un breve periodo alla fine degli anni settanta pubblicò la rivista Wargaming Magazinededicata ai wargame,